# نصرت أباد لك لك (جلغة)
نصرت أباد لك لك (بالفارسية: نصرت‌آباد لک‌لک) هي قرية تقع في إيران في قسم جلغة الريفي. يقدر عدد سكانها بـ 372 نسمة .